# Cruces de Mayo de Burriana
Las Cruces de Mayo de Burriana son una fiesta que se tiene lugar anualmente en dicha ciudad castellonense el primer fin de semana de mayo.

## Origen
La fiesta se remonta a 1944, cuando un grupo de falleros locales decidió plantar cruces florales el día tres de mayo, fecha en que se conmemoraba la invención de la cruz para Santa Helena. Así el uno de mayo de 1944 se emite una notificación oficial de la Alcaldía firmada por Salvador Dosdá, presidente de la Comisión de Fiestas, que oficializa la celebración del acto.
El texto se dirigía a las comisiones falleras locales y notificaba así mismo que se otorgarían tres premios a las mejores cruces florales, dotados con 125, 100 y 75 pesetas respectivamente.
La normativa del concurso exigía que los monumentos estuvieran plantados el día tres por la mañana. El jurado saldría a las seis de la tarde a evaluarlos. Estas primeras cruces se situaron en los emplazamientos habituales de los monumentos falleros.

## Descripción
La fiesta se desarrolla durante el primer fin de semana de mayo. Se complementa con actos lúdicos y eventos culturales.
Los monumentos llegan a alcanzar los cinco metros de altura y se instalan en la vía pública. Exteriormente son de flores, principalmente claveles, si bien estas se soportan sobre corcho blanco –generalmente pintado y lijado para darle forma- que se fija en estructuras metálicas. Alrededor de los monumentos  se encuentra el jardín, que habitualmente incluye balsas de agua y chorros, con sus elementos de fontanería. Todo ello hace que el montaje sea un proceso complejo que no se termina hasta el viernes, para evitar que inclemencias de última hora perjudiquen el monumento.
La fiesta de las Cruces de Mayo ha obtenido de la Generalidad Valenciana el rango de Fiesta de Interés Turístico Provincial.